# Фонлип
Фонлип (фр. Établissements Fonlupt) је била француска компанија за производњу аутомобила, које је 1920. године основана у Левалоа Переу.

## Историја компаније
Компанија са седиштем у Левалоа Переу почела је 1920. године са производњом аутомобила под именом Фонлип. 1921. годину обележила производњом делова за аутомобила као стартери, пумпе за гориво, инструменти и разводнике паљења.

## Аутомобили
Понуду у почетку чинила су два модела чији мотори су имали пречник цилиндра 70 мм и ход 140 мм, а истих димензија цилиндра. Отуда модел са четири цилиндра је имао запремину 2155 cm³, а модел са осмоцилиндричним мотором запремину 4310 cm³. Током 1921. представљен је мали аутомобил са 4-цилиндричним мотором производње компаније S.C.A.P. запремине 950 cm³.